# Puntate di The White Queen
Le dieci puntate della miniserie televisiva The White Queen sono andate in onda sul canale britannico BBC One dal 16 giugno al 18 agosto 2013.
Negli Stati Uniti, la miniserie è stata trasmessa dal 10 agosto al 19 ottobre 2013 sul canale via cavo Starz.
In Italia, la prima puntata è andata in onda in anteprima sul canale satellitare Sky Uno il 24 dicembre 2013. La serie completa è stata trasmessa in prima visione dal 7 gennaio al 4 febbraio 2014. La miniserie stata trasmessa in chiaro dal 7 gennaio all'11 marzo 2015 su Rai 4. I titoli italiani sono stati aggiunti quando la serie è stata pubblicata da Starz Play.
| nº | Titolo originale         | Titolo italiano            | Prima TV UK    | Prima TV Italia  |
| -- | ------------------------ | -------------------------- | -------------- | ---------------- |
| 1  | In Love With the King    | Innamorata del re          | 16 giugno 2013 | 24 dicembre 2013 |
| 2  | The Price of Power       | Il prezzo del potere       | 23 giugno 2013 | 7 gennaio 2014   |
| 3  | The Storm                | La tempesta                | 30 giugno 2013 | 14 gennaio 2014  |
| 4  | The Bad Queen            | La cattiva regina          | 7 luglio 2013  | 14 gennaio 2014  |
| 5  | War at First Hand        | La guerra in prima persona | 14 luglio 2013 | 21 gennaio 2014  |
| 6  | Love and Marriage        | Amore e morte              | 21 luglio 2013 | 21 gennaio 2014  |
| 7  | Poison and Malmsey Wine  | Veleno e malvasia          | 28 luglio 2013 | 28 gennaio 2014  |
| 8  | The King is Dead         | Viva il re                 | 4 agosto 2013  | 28 gennaio 2014  |
| 9  | The Princes in the Tower | I principi della torre     | 11 agosto 2013 | 4 febbraio 2014  |
| 10 | The Final Battle         | La battaglia finale        | 18 agosto 2013 | 4 febbraio 2014  |

## Innamorata del re
- Titolo originale: In Love With the King
- Diretta da: James Kent
- Scritta da: Emma Frost

### Trama
Elizabeth Woodville è una bella e giovane vedova, madre di due figli. Suo marito, John Grey, è morto combattendo per il re Henry VI, appartenente alla casata dei Lancaster. Per poter riottenere le terre che le sono state confiscate, Elizabeth cerca di catturare l'attenzione del più grande nemico della sua famiglia, il giovane re Edward IV York. Entrambi sono fortemente attratti ma in un incontro segreto, Elizabeth nega il proprio corpo al re, che si dichiara offeso e giura di non volerla mai più rivedere.
La madre di Elizabeth, Lady Jacquetta Rivers, mette alla prova sua figlia: ogni giorno dovrà accorciare di circa tre centimetri un filo trasparente. Elisabeth trova, legato ad un'estremità, un anello a forma di corona.
Edward prima della battaglia le chiede di sposarlo: i due si sposano segretamente nella cappella di famiglia con Jacquetta come testimone. Edward promette a Elizabeth di annunciare il loro matrimonio quando uscirà vittorioso dalla guerra. Dopo alcune settimane senza notizie, il padre di Elizabeth e i suoi fratelli vengono convocati in tribunale e prevedono che Edward annunci il suo fidanzamento con la principessa Bona di Francia, organizzato dal suo mentore il Conte di Warwick. Edward, invece, annuncia di essere già sposato con Elizabeth, sorprendendo tutti. Elizabeth si trasferisce quindi a corte e incontra i fratelli di Edward, George, Duca di Clarence e Richard, Duca di Gloucester; Warwick e le sue due figlie; Lady Margaret Beaufort, cugina di Henry VI e madre di Henry Tudor e la madre di Edward, la Duchessa Cecily, che, indignata per il matrimonio segreto con una Lancaster, minaccia Elizabeth e Jacquetta di far terminare il regno di Edward, spodestandolo nonché nominandolo figlio illegittimo. 
- Altri interpreti: Christoph st. Jaques (John Grey), Eve Ponsonby (Mary Woodville), Elsa Houben (Katherine Woodville), Nicholas Fagg (Thomas Grey), Rudi Goodman (Richard Grey), Simon Ginty (John Woodville), Lize Feryn (Principessa Bona di Francia), Elke Andreas Boon (Sarta).
- Ascolti UK: telespettatori 6.755.000[3]

## Il prezzo del potere
- Titolo originale: The Price of Power
- Diretta da: James Kent
- Scritta da: Emma Frost

### Trama
In seguito all'incoronazione di Elizabeth, la famiglia Rivers organizza matrimoni per i loro giovani figli, in modo da assicurare protezione e lealtà alla famiglia reale. Elizabeth rimane incinta ma partorisce una bambina; in assenza di un erede maschio la famiglia reale non è stabile. Seguono altre due figlie.
I Lancaster sono privati dei titoli nobiliari. Lady Margaret Beaufort va su tutte le furie quando suo figlio, il giovane Henry Tudor, perde il titolo di Conte di Richmond in favore del fratello di Edward, George. Margaret è costretta a partecipare al matrimonio del nipote di suo marito, Harry Stafford, con la sorella di Elizabeth, Katherine, quando entrambi sono ancora dei bambini. Dilaniata dal dolore che deve patire, si rifugia nella cappella del palazzo e lì ha una visione riguardo al futuro del figlio: egli sarà re Henry Tudor.
Anche Isabel e Anne Neville, figlie del Conte di Warwick sono invidiose dell'ascesa al potere di Elizabeth: per rimetterle in gioco nella lotta al potere, Warwick chiederà a Edward di maritarle con i suoi due fratelli. Nonostante Warwick abbia catturato il precedente re Henry VI, Edward, sotto consiglio di Elizabeth, rifiuta i matrimoni. George sposa comunque in segreto Isabel Neville. In seguito, la giovane capisce che il padre ha intenzione di rendere George re e di dichiarare guerra a Edward.
Mentre Edward aspetta i suoi nemici a Nottingham, questi lo colgono di sorpresa e lo rendono prigioniero. Il padre e il fratello di Elizabeth, John, sono decapitati senza accusa né processo per ordine di Warwick. Ai piedi della Torre di Londra Elizabeth maledice Warwick e George per aver ucciso i suoi familiari.
- Altri interpreti: Eve Ponsonby (Mary Woodville), Simon Ginty (John Woodville), Rudi Goodman (Richard Grey), Nicholas Fagg (Thomas Grey), Martin Turner (Arcivescovo), Joren Seldeslachts (Charles di Borgogna), Reece Pockney (Henry Tudor), Elsa Houben (Katherine Woodville), Ben Van Den Heuvel (Harry Stafford), David Shelley (Henry VI d'Inghilterra), Hugh Mitchell (Richard Welles), Pixie Davies (Principessa Elizabeth), Otto Farrant (Thomas Grey), Dean Charles Chapman (Richard Grey).
- Ascolti UK: telespettatori 5.698.000[3]

## La tempesta
- Titolo originale: The Storm
- Diretta da: James Kent
- Scritta da: Emma Frost

### Trama
Quando il Parlamento nega a Warwick l'appoggio necessario per portare avanti delle rivolte, Edward riesce a scappare e a tornare da Elizabeth. George e Warwick tornano a corte e i due sovrani sono costretti ad accoglierli: le ragazze Neville diventano le dame di compagnia di Elizabeth fino al momento del parto di Isabel.
Un'altra rivolta è alle porte e Jasper, tutore del giovane Henry Tudor, chiede al marito di Margaret, Henry Stafford, di organizzare un piccolo esercito. Nonostante il rifiuto di suo marito, Margaret promette a Jasper che il suo fratellastro, Richard Welles, porterà un esercito al suo fianco. In realtà non si tratta di una rivolta dei Lancaster: George e Warwick, una volta sul campo di battaglia, uccideranno Richard  e proclameranno il nuovo re.
Warwick intende attraccare a Calais per reclutare un esercito contro Edward ma Elizabeth e Jacquetta, preoccupate da ciò, invocano una tempesta. Questa colpisce in pieno le navi di Warwick proprio mentre Isabel rompe le acque. Quando cercano di attraccare a Calais, ricevono cannonate dalla città, rimasta fedele a Edward. Così, quando finalmente Isabel partorisce, si rende conto che suo figlio, un maschio, è nato morto.
- Altri interpreti: David Shelley (Henry VI d'Inghilterra), Eve Ponsonby (Mary Woodville), Otto Farrant (Thomas Grey), Dean Charles Chapman (Richard Grey), Hugh Mitchell (Richard Welles), Pixie Davies (Principessa Elizabeth), Adrian John Haydn Eason (Marinaio), Oscar Kennedy (Henry Tudor).
- Ascolti UK: telespettatori 5.322.000[3]

## La cattiva regina
- Titolo originale: The Bad Queen
- Diretta da: Jamie Payne
- Scritta da: Lisa McGee

### Trama
Girano voci che Warwick si stia alleando con Margaret d'Anjou, la "Regina Cattiva", per riportare al trono suo marito, Henry VI. Per assicurare discendenza al nuovo regno, Warwick dà in sposa sua figlia Anne al figlio di Margaret di Anjou, Edward di Lancaster. Così facendo George non diventerebbe mai re. Elizabeth e Jacquetta visitano quindi la madre di George, la Duchessa Cecily, facendole notare che suo figlio potrebbe rischiare la sua vita combattendo per i Lancaster. Cecily invia allora Lady Sutcliffe in Francia e offre a George la possibilità di ritornare a corte.
Mentre Edward si prepara per un'altra battaglia, Elizabeth e le sue figlie si rifugiano nella Torre di Londra per precauzione. Warwick e le sue truppe ritornano in Inghilterra vittoriosi e senza perdere tempo perlustrano la Torre cercando Elizabeth. Questa però fugge nell'Abbazia di Westminster e apprende dai suoi due figli Thomas e Richard (che avevano affiancato Edward in battaglia), che suo marito è stato costretto a rifugiarsi nelle Fiandre con Richard, Duca di Glouchester e suo fratello Anthony. Inoltre Jacquetta è stata arrestata da Warwick con l'accusa di praticare stregonerie. Durante il suo processo Warwick utilizza un falso testimone per schiacciarla con delle prove. Jacquetta tuttavia riesce a scappare nominando in sua difesa la nuova regina Margaret d'Anjou e arriva all'Abbazia in tempo per aiutare Elizabeth a partorire un figlio maschio: il principe Edward di York. 
Il giovane Henry Tudor riesce a scappare dalle truppe di Warwick: come erede del trono dei Lancaster, il suo nome l'ha salvato. Margaret e suo figlio ora condividono la speranza che in futuro diventi re. Margaret, Henry e Jasper, visitano la corte di Henry VI, inconsapevoli della nascita di un nuovo erede York.
- Altri interpreti: Oscar Kennedy (Henry Tudor), Joey Batey (Edward di Lancaster), Otto Farrant (Thomas Grey), Dean Charles Chapman (Richard Grey), Pixie Davies (Principessa Elizabeth), Guy Flanagan (James Friars), Jan Stevens (Vescovo), David Shelley (Henry VI d'Inghilterra).
- Ascolti UK: telespettatori 5.000.000[3]

## La guerra in prima persona
- Titolo originale: War at First Hand
- Diretta da: Jamie Payne
- Scritta da: Malcolm Campbell

### Trama
La figlia minore di Warwick, Anne è costretta a fidarsi dei suoi ex nemici e a viaggiare con Margaret d'Anjou per combattere contro gli York. Le truppe di Warwick hanno lasciato la città e si stanno dirigendo a nord di Londra per fronteggiarsi con quelle di Edward. Egli, affiancato dal fratello George, ha in programma di sconfiggere Warwick prima che Margaret d'Anjou arrivi in Gran Bretagna. Grazie all'aiuto di Elizabeth e Jacquetta, Edward e le sue truppe sono protette da una sorta di nebbia che darà loro l'elemento sorpresa di cui hanno bisogno per sconfiggere Warwick: egli muore e Edward ritorna a Londra vittorioso.
Margaret Beaufort è furiosa quando scopre che Elizabeth ha partorito un erede maschio; gli York infatti parteggeranno per il nuovo erede, indebolendo le possibilità che suo figlio Henry Tudor salga al trono. Il marito di Margaret, Henry Stafford, parteciperà alla battaglia ma in favore degli York.
Durante la battaglia di Barnet viene duramente ferito e muore poco dopo. Margaret quindi scrive segretamente a Jasper e lo invita ad allearsi con Margaret d'Anjou.
Margaret d'Anjou, Edward di Lancaster e sua moglie Anne attraccano finalmente a Davon per incontrare Warwick, ma sono arrivati troppo tardi: Anne è devastata dalla notizia della morte del padre e non ha altra scelta se non quella di seguire Margaret e Edward in Galles. Durante la marcia, l'inesperto principe e la madre affrontano l'esercito reale nella battaglia di Tewkesbury: Edward trova la morte.
- Altri interpreti: David Shelley (Henry VI d'Inghilterra), Oscar Kennedy (Henry Tudor), Nick Hendrix (Edmund Beaufort), Pixie Davies (Principessa Elizabeth), Eve Ponsonby (Mary Woodville), Ben-Ryan Davies (Giovane John), Joey Batey (Edward di Lancaster).
- Ascolti UK: telespettatori 4.560.000[3]

## Amore e morte
- Titolo originale: Love and Marriage (BBC One), Love and Death (Starz)
- Diretta da: Jamie Payne
- Scritta da: Nicole Taylor

### Trama
Elizabeth è nuovamente incinta ma si sente a disagio per il piano elaborato dal re: inviare il giovane erede in Galles e rendere George suo tutore. Elizabeth propone suo fratello John. La notizia che Edward ha un'amante, Jane Shore, mette in discussione le fondamenta del matrimonio reale. Nel frattempo, un altro duro colpo attende la regina: sua madre è gravemente malata e, secondo i medici, le resta poco da vivere. 
Anne ritorna a corte grazie all'aiuto di Richard, duca di Gloucester, e viene perdonata da Edward. George viene nominato suo custode. Anne pensa che George la voglia trattenere a corte fino alla morte della madre, in modo da ereditare tutta la fortuna dei Neville. Anne allora si confida con Richard, il quale le dichiara il suo amore e le chiede di sposarlo. I due celebrano il matrimonio nonostante la disapprovazione di George.
Quando Lady Beauchamp muore, Margaret si sente finalmente libera e chiede a Jasper di poterlo raggiungere. In seguito alla sua risposta negativa, decide di sposare un membro della famiglia York, Thomas Stanley, per riuscire a riportare a casa suo figlio dall'esilio, Henry Tudor.
Il bambino di Elizabeth muore lo stesso giorno di Jacquetta. Nonostante il dolore per le perdite, Edward e Elizabeth trovano un modo per riconciliarsi.
- Altri interpreti: Emily Berrington (Jane Shore), Otto Farrant (Thomas Grey), Dean Charles Chapman (Richard Grey), Eve Ponsonby (Mary Woodville).
- Ascolti UK: telespettatori 4.589.000[3]

## Veleno e malvasia
- Titolo originale: Poison and Malmsey Wine
- Diretta da: Colin Teague
- Scritta da: Emma Frost

### Trama
Elizabeth partorisce un altro erede maschio, Richard, ma il bambino non vagisce. Viene dato a Margaret Beaufort, ora dama di compagnia e bambinaia della regina, e comincia a respirare. Elizabeth crede che Margaret l'abbia salvato. Anche Anne Neville ha un figlio maschio, Edward, e vive felicemente lontana dalla corte con suo marito Richard. La felicità della coppia viene turbata dall'arrivo della madre di Anne, che insinua nella figlia dei dubbi riguardo alle motivazioni di Richard nello sposarla. Spinto dal desiderio di conquista di George, Edward dichiara guerra alla Francia. Tuttavia Edward accetta un accordo di pace con re Louis XI: suo figlio sposerà la figlia di Edward e diventerà regina di Francia. George, non potendo più diventare reggente in Francia, si allea segretamente con il re francese e gli promette Calais in cambio di un supporto in battaglia contro Edward. A corte, Elizabeth augura alle due sorelle Neville di essere fertili come la madre: Isabel teme di partorire solo figlie femmine. George quindi assume uno stregone per neutralizzare le maledizioni della regina. Isabel partorisce un erede maschio, Teddy, ma muore poco dopo di febbre puerperale. George quindi accusa pubblicamente Elizabeth di aver avvelenato sua moglie e ucciso il suo primogenito. Edward non può far altro che accusare il fratello di alto tradimento alla corona. George, come ultima punizione a Elizabeth, decide la sua morte: vuole essere annegato in una botte di Malvasia, il vino preferito della Regina.
- Nota: in questa puntata Eve Ponsonby è accreditata nel cast principale.
- Altri interpreti: Emily Berrington (Jane Shore), Eloise Webb (Principessa Elizabeth), Andreas Perschewsky (Louis XI di Francia), Otto Farrant (Thomas Grey), Steve De Schepper (Thomas Burdett).
- Ascolti UK: telespettatori 4.580.000[3]

## Viva il re
- Titolo originale: The King is Dead (BBC One), Long Live the King (Starz)
- Diretta da: Colin Teague
- Scritta da: Malcolm Campbell

### Trama
Nel 1483 re Edward IV si ammala mortalmente e nomina suo fratello Richard, duca di Gloucester, Lord Protettore fino al momento in cui suo figlio Edward raggiungerà la maggiore età e potrà governare. Egli si trova in Galles sotto la protezione di suo zio Anthony, e il suo fratellastro Richard Grey è stato incaricato di condurre il giovane Principe a Londra per l'incoronazione. 
Poiché Edward è ancora un bambino, Anne incoraggia suo marito Richard ad incoronarsi re. Per questo motivo egli intercetta il convoglio reale e rapisce il Principe, rinchiudendolo nella Torre di Londra e promettendogli l'incoronazione. Elizabeth non essendo più regina, teme per la sicurezza della sua famiglia e chiede asilo nell'Abbazia di Westminster. Maledice Richard e progetta una ribellione contro di lui, alleandosi segretamente con Margaret Beaufort e Thomas Stanley.
Margaret incoraggia la lotta tra Richard e Elizabeth facendo il doppio gioco: in questo modo suo figlio Henry Tudor potrebbe sconfiggere entrambi e proclamarsi re. Evita quindi di essere scoperta quando Richard accusa di tradimento alla corona Stanley e la sua famiglia.
Richard, per paura che il fratello e il figlio di Elizabeth, Anthony e Richard Grey, complottino contro di lui, li fa uccidere entrambi. Avendo paura per gli altri suoi figli, Elizabeth manda in segreto nelle Fiandre il secondo principe di York, Richard, e cerca un bambino che gli somigli in modo da mandarlo nella Torre al posto suo insieme a Edward.
Margaret crede che aiutando Elizabeth a combattere Richard e a far scappare i suoi figli dalla Torre, ella darebbe sua figlia, la Principessa Elizabeth in sposa a Henry Tudor, in modo da assicurargli il trono. In ogni caso fingono di essere leali in entrambe le parti e appoggiano Richard quando si incorona Re d'Inghilterra come Richard III, dopo aver giudicato il matrimonio tra suo fratello Edward IV e Elizabeth Woodville illegittimo e i suoi figli bastardi.
- Altri interpreti: Elinor Crawley (Principessa Cecily), Ted Allpress (Principe Richard), Sonny Serkis (Principe Edward), Ed Brody (Richard Grey).
- Ascolti UK: telespettatori 4.350.000[3]

## I principi della torre
- Titolo originale: The Princes in the Tower
- Diretta da: Colin Teague
- Scritta da: Emma Frost

### Trama
Sir Robert Brackenbury, Harry Stafford, duca di Buckingham e Lord Thomas Stanley, investiti di titoli nobiliari, giurano fedeltà a re Richard III.
Ancora timorosa della minaccia che i principi costituiscono, Anne confida a Brackenbury di volerli morti: nonostante fossero stati dichiarati illegittimi, il popolo infatti continuava ad appoggiarli.
Elizabeth è costretta a chiedere aiuto a Margaret Beaufort e al nipote del suo ex marito, Buckingham: il tentativo da loro organizzato di salvataggio dei principi dalla Torre però fallisce. 
Quando viene riferito a Elizabeth che i suoi figli sono morti, si rende conto che i suoi alleati avrebbero avuto più ragioni per ucciderli che per salvarli. Elizabeth e sua figlia usano quindi la magia per impedire l'avanzata di Henry Tudor, che si sarebbe dovuto alleare con Buckingham. Egli viene arrestato e giustiziato. Con una maledizione Elizabeth augura la morte del primogenito a chiunque abbia ucciso suo figlio, il Principe Edward.
Margaret è agli arresti domiciliari, tradita da Stanley nella ribellione organizzata contro re Richard III. Tutto il suo patrimonio e tutte le sue terre sono nelle mani di suo marito.
Anne, alla notizia della morte dei principi, crede di esserne stata la causa; anche Richard è devastato dalle voci che lo accusano di aver assassinato i nipoti. Per smentirle, permette a Elizabeth e ai suoi figli più piccoli di abbandonare l'Abbazia. Le Principesse Elizabeth e Cecily si trasferiscono a corte sotto la protezione del loro zio e re Richard.
- Altri interpreti: Nicholas Croucher (Principe Edward di Richard III d'Inghilterra), Elinor Crawley (Principessa Cecily), Sonny Serkis (Principe Edward), Patrick Brennan (Sir John di Reigate), Ted Allpress (Principe Richard).
- Ascolti UK: telespettatori 4.160.000[3]

## La battaglia finale
- Titolo originale: The Final Battle
- Diretta da: Colin Teague
- Scritta da: Emma Frost

### Trama
Per assicurare la successione al trono, Richard e Anne nominano loro figlio Principe Edward del Galles. Quando egli muore improvvisamente, Anne crede che sia abbattuta sulla sua famiglia un'altra maledizione di Elizabeth. Essendo morto l'ultimo erede, Henry Tudor è più vicino al trono e annuncia il suo fidanzamento con la Principessa Elizabeth. 
Tra quest'ultima e Richard esiste tuttavia una storia d'amore. Quando Anne viene a scoprirlo, capisce di essere sul punto di morire e si accerta che l'omicidio dei Principi non sia avvenuto per causa sua.
I francesi e i Lancaster si alleano con Henry Tudor e gli procurano un esercito; gli York e i Neville sono dalla parte di Richard. 
Un'eclissi di sole sembra segnare la fine del regno York; al suo termine, Anne muore. In un primo momento Elizabeth spera di poter sposare suo zio Richard e diventare regina al suo fianco, ma essendo Henry Tudor sbarcato in Inghilterra, capisce di dover sposare il vincitore.
La battaglia di Bosworth Field, combattuta nel 1485, determina la definitiva vittoria del casato dei Lancaster ottenuta grazie all'intervento di Sir Thomas Stanley, il marito di Margaret Beaufort. Il vincitore Henry Tudor, si autoproclama re sotto il nome di Henry VII e dà inizio alla dinastia dei Tudor, unendo le casate Lancaster e York e mettendo fine alla guerra civile inglese, la guerra delle due rose.
- Altri interpreti: Madeleine Harris (Principessa Margaret), Kenji Tielemans (Principe Teddy), Nicholas Croucher (Principe Edward di Richard III d'Inghilterra), Elinor Crawley (Principessa Cecily), Sonny Serkis (Principe Edward), Arthur Droeshaut (Geoffrey il Cambiante), Ted Allpress (Principe Richard).
- Ascolti UK: telespettatori 4.410.000[3]